# Гонконг на летних Олимпийских играх 1984
Гонконг принимал участие в Летних Олимпийских играх 1984 года в Лос-Анджелесе (США) в восьмой раз за свою историю, но не завоевал ни одной медали. Сборную страны представляли 10 женщин.